# 列宁峰
列宁峰（吉尔吉斯语:Ленин Чокусу, 2006年七月重命名为 қуллаи Абӯалӣ ибни Сино ）是位于中亚塔吉克斯坦和吉尔吉斯斯坦边界的一座海拔7,134米的高峰，是外阿莱山脉的最高峰。

## 名称
列宁峰于1871年被发现，当初被称为考夫曼山，以俄国土耳其斯坦总督区首任总督康斯坦丁·彼得洛维奇·考夫曼的名字命名。1928年，苏联政府将其改名为列宁峰，紀念數年前逝世的首任蘇聯最高領導人列寧。2006年7月塔吉克斯坦方面又将其更名为库来·伊斯基克洛尔独立峰（қуллаи Абӯалӣ ибни Сино），简称独立峰。吉尔吉斯斯坦仍称其为列宁峰。
列宁峰也是世界上最易登顶的海拔超过7000米的山峰之一。

## 攀登历史
1928年，来自德国的卡尔·维恩、尤金·艾尔温和欧文·史内德首次登顶列宁峰。列宁峰攀登难度不高，有多条非常成熟的攀登路线，但是仍有很多山难发生。1974年夏天，共计15名登山者在此遇难，其中包括一支8人的前苏联女子登山队因暴风雪全部遇难。
更大的山难发生在1990年，一场由地震引发的雪崩造成了43名登山家死亡。